# Объект Сакураи
Объект Сакураи (англ. Sakurai's Object, V4334 Sgr) — звезда в созвездии Стрельца. Считается, что ранее звезда была белым карликом, который в результате поздней тепловой вспышки расширился и превратился в красный гигант. Объект расположен в центре планетарной туманности; считается, что звезда находится в состоянии тепловой неустойчивости и окончательной гелиевой вспышки в оболочке.
На момент открытия астрономы считали, что объект Сакураи является медленной новой звездой. Более поздний спектроскопический анализ показал, что звезда не является новой, но испытывает позднюю тепловую вспышку, подобную вспышке V605 Орла, что приводит к быстрому расширению. V605 Орла, открытая в 1919 году, является второй подобной звездой, наблюдавшейся в течение яркой вспышки; модели предсказывают, что спустя несколько десятилетий объект Сакураи будет следовать тому же сценарию эволюции.
Объект Сакураи и другие подобные звёзды, как считается, завершат эволюцию в виде богатого гелием белого карлика после повторного прохождения эволюционного трека от стадии гиганта до охлаждающегося белого карлика. Существует несколько других «переродившихся» объектов, одним из которых является FG Стрелы. Вспышка произошла в 1995 году; предполагается, что финальная гелиевая вспышка объекта Сакураи станет первым тщательно наблюдаемым явлением такого рода.

## История наблюдений

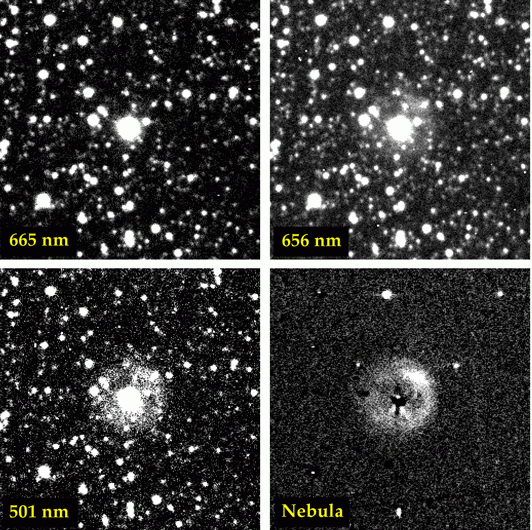
Объект Сакураи в различных линиях спектра

В Циркуляре Международного Астрономического общества, изданном 23 февраля 1996 года, сообщалось об открытии возможной медленной новой с видимой звёздной величиной 11,4; объект обнаружил Юкио Сакураи, астроном-любитель. Японский астроном Сюити Накано объявил об открытии, обратив внимание на тот факт, что объект не был виден ни на изображениях 1993 года, ни в записях Гарвард-Смитсоновского центра астрофизики за 1930—1951 годы, несмотря на вероятное повышение яркости за предшествующие вспышке годы.
После первоначального заявления, Хильмар Дюрбек опубликовал результаты исследования вероятной финальной гелиевой вспышки, которую и наблюдал Сакураи. В нём отмечено, что расположение объекта Сакураи соответствует слабому объекту, обнаруженному в 1976 году и обладавшему видимой звёздной величиной 21, а также обсуждаются другие наблюдения 1994—1996 годов, в период которых видимая звёздная величина возросла до 11-15. При исследовании измеренного потока излучения, углового диаметра и массы туманности были оценены расстояние до туманности, равное 5,5 кпк, и светимость, равная 38 светимостям Солнца. Исследователи отметили, что эти данные согласуются с предсказаниями модели, а светимость во вспышке составляет около 3100 светимостей Солнца, что в 3 раза меньше предсказанного моделью значения.
Результаты первых инфракрасных наблюдений были опубликованы в 1998 году, были представлены данные спектроскопии в ближнем и дальнем инфракрасном диапазоне.
Полученные данные показали резкое увеличение яркости в 1996 году, затем в 1999 году произошло резкое уменьшение яркости, как и ожидалось. Затем было обнаружено, что уменьшение яркости связано с наличием пыли около звезды; температура пыли оценивается в ~680 K. Дальнейшие наблюдения в инфракрасном диапазоне, проведённые на телескопе UKIRT, были опубликованы в 2000 году; в работе обсуждается изменение линий поглощения.
Наблюдения на телескопе UKIRT в 1999 году показали, что звезда претерпевает значительную потерю массы.
С 2005 года в выброшенных объектом Сакураи частицах наблюдается фотоионизация углерода.

## Свойства
Объект Сакураи является звездой на поздней стадии эволюции после асимптотической ветви гигантов; звезда после короткого периода пребывания на ветви белых карликов претерпела гелиевую вспышку. Считается, что масса звезды составляет 0,6 массы Солнца. Наблюдения показывают увеличивающееся покраснение и активность пульсаций, что предполагает тепловую неустойчивость в течение финальной гелиевой вспышки в оболочке.
До момента повторного начала ядерных реакций V4334 Sgr считалась охлаждающейся до белого карлика с температурой около 100000 K и светимостью около 100 светимостей Солнца.
Светимость быстро возросла примерно в 100 раз, затем температура снизилась до 10000 K. Звезда стала выглядеть как сверхгигант спектрального класса F (F2 Ia). Наблюдаемое значение температуры продолжило уменьшаться до 6000 K и ниже; излучение звезды в видимом диапазоне ослабляется из-за наличия углеродной пыли, что похоже на свойства звёзд типа R Северной Короны. После этого температура поднимается до примерно 20000 K.
Свойства объекта Сакураи в целом похожи на свойства V605 Орла. V605, открытая в 1919 году, является единственной другой известной звездой, наблюдавшейся на стадии высокой светимости при очень поздней тепловой вспышке. Согласно модели, объект Сакураи увеличит температуру в течение нескольких следующих десятилетий, согласуясь с современным состоянием V605.

### Пылевое облако
В течение второй половины 1998 года оптически толстая пылевая оболочка затемняла объект Сакураи, приводя к быстрому уменьшению наблюдаемости звезды, пока в 1999 году она не перестала наблюдаться в оптическом диапазоне. Инфракрасные наблюдения показали, что пыль вокруг звезды состоит в основном из углерода в аморфной форме. В 2009 году было обнаружено, что пылевая оболочка сильно асимметрична, как диск с большой осью, ориентированной под углом 134°, и наклоном около 75°. Считается, что диск становится менее прозрачным вследствие быстрой эволюции спектра источника в сторону более низких температур.

### Планетарная туманность
Объект Сакураи окружён планетарной туманностью, возникшей после стадии красного гиганта около 8300 лет назад. Угловой диаметр туманности составляет 44 угловые секунды, скорость расширения равна приблизительно 32 км/с.

### Сходство с другими звёздами
Исследование 1996 года показало, что объект Сакураи обладает свойствами переменных звёзд типа R Северной Короны при аномальном дефиците углерода-13 (13C). Также металличность объекта Сакураи в 1996 году была похожа на аналогичное значение для V605 Орла в 1921 году. Ожидается, что объект Сакураи увеличит металличность до соответствия V605 Орла.

## Значение для астрономических исследований
Значительное количество данных о формировании и разрушении звёзд, а также данные для сопоставления с другими объектами ожидается получить при исследовании объекта Сакураи. Причина, по которой такие звёзды, как объект Сакураи и V605 Орла существуют, в целом неизвестны. Объект Сакураи и V605 Орла, судя по наблюдениям, испытывают процесс перерождения в течение только 10 лет, при этом FG Стрелы находилась на такой стадии около 120 лет. Предполагается, что причиной является то, что объект Сакураи и V605 Орла переходят на асимптотическую ветвь гигантов первый раз, а FG Стрелы — второй раз.